# Ernst Ogris
Pour les articles homonymes, voir Ogris.
Ernst Ogris, né le 9 décembre 1967 à Vienne et mort le 29 mars 2017 dans sa ville natale, est un footballeur international autrichien qui évolue au poste d'attaquant.
Il est le frère cadet du footballeur Andreas Ogris.

## Biographie
Ernst Ogris joue en Autriche et en Allemagne. Il dispute 154 matchs en première division autrichienne, inscrivant 41 buts, et 29 matchs en deuxième division allemande, marquant sept buts.
Il inscrit 11 buts en première division autrichienne lors des saisons 1989-1990 et 1992-1993.
Il joue également huit matchs en Coupe de l'UEFA, et deux matchs en Coupe des Coupes. Il inscrit son seul but en Coupe d'Europe le 2 octobre 1990, contre le club danois du Vejle BK, lors du premier tour de la Coupe de l'UEFA.
En juin 1991, il honore sa première et unique sélection lors des éliminatoires de l'Euro 1992 face au Danemark. Il marque un but d'un ciseau mais ne peut empêcher la défaite de son équipe 2-1 à l'Odense Stadium (en).